# Luciano Floridi

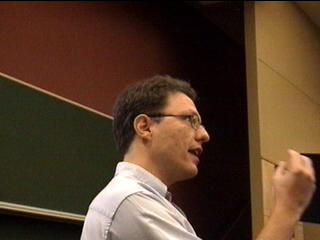
Luciano Floridi.

Luciano Floridi, född 1964 i Rom, är en italiensk filosof, som är känd som medgrundare av informationsfilosofin och informationsetiken. Han är lektor vid St Cross College, Oxford och docent i logik och epistemologi vid Università degli Studi di Bari, och verkar i den skeptiska traditionen.
Luciano Floridi började sin filosofikarriär med klassiska studier och historiefilosofi, för att sedan studera den analytiska filosofin. Hans ”tesi di laurea” (magisteruppsats) i logik vid La Sapienza handlade om Michael Dummetts antirealism. Som doktorand var han verksam vid University of Warwick och University of Oxford, först med logik och epistemologi, men sedan började han söka nya fält och metoder som kunde tillämpas på samtidens problem. Han övergav då den analytiska traditionen, och började närma sig pragmatismen och sedan en nykantianism. Han tillbringade ett år i Marburg där han särskilt studerade Ernst Cassirer. När han återkom till Oxford inriktade han sig på vad som numera kallas informationsfilosofi. Han har en doktorsgrad från Warwick.
För informationsfilosofin är det enligt Floridi nödvändigt med en konstruktivistisk teori, där design, modeller och implementation ersätter analys och dissektion. Hans förhållningssätt till informationsfilosofin är tudelat:
- en strikt teoretisk synvinkel, baserad på logik och epistemologi
- ett tekniskt perspektiv, hämtat från datavetenskapen, IT och Människa-dator-interaktion.

En grundtanke hos Floridi är att informationsbegreppet behöver vidgas med avseende på dess processer, samt att dess semantiska relation till medvetande, sanning, kunskap och varande, behöver klargöras.
Floridi har även varit verksam inom informationsetiken, där han utgår från mottagarens etiska position.
Mellan 2003 och 2006 var han vice ordförande för IACP, International Association for Computing And Philosophy, och blev dess ordförande 2006. Hans böcker har översatts till kinesiska, franska, grekiska, ungerska, japanska, persiska, polska och portugisiska.